# Exxentric
Exxentric är ett svenskt företag, grundat 2011 i Stockholm.
Företaget utvecklar träningsutrustning baserad på svänghjulsteknik ursprungligen utvecklad för styrketräning i rymden och som säljs under varumärkena kBox och kPulley till elitidrottare i 60 länder och med 30% av försäljningen i Nordamerika.
Företaget har vuxit med 320% under åren 2017–2021 och har blivit utnämnt till Mästargasell av Dagens Industri efter utnämningar som DI Gasell tre år i rad 2020-2022 samt Superföretag av Bisnode 2020 och 2021.